# 2 Візничого
2 Візничого — це зоряна система, яка складається з двох компонентів і знаходиться в сузір'ї Візничого. Вона має помаранчевий відтінок і є досить яскравою, щоб її можна було побачити неозброєним оком: її видима зоряна величина становить +4,79. Якщо спостерігати її через телескоп із невеликим збільшенням, то можна побачити, що вона разом із сусідніми зорями HIP 22647, HIP 22776 і HIP 22744 утворює красивий астеризм. 2 Візничого рухається в напрямку Землі зі швидкістю 17 км/с.
Вона належить до спектрального класу K3-III, що означає, що це помаранчевий гігант — зоря, яка значно розширилася після того, як у її ядрі закінчилося горіння водню. Додатковий індекс Ba0.4 вказує на те, що в зорі міститься підвищена кількість барію — важкого хімічного елемента, який зазвичай утворюється в результаті ядерних реакцій у надрах зір. Це може свідчити про два можливі сценарії: 2 Візничого має зорю-супутник, який колись був схожий на наше Сонце, але згодом скинув свою зовнішню оболонку, перетворившись на білий карлик. Під час цього процесу частина важких елементів, зокрема барій, могла потрапити на 2 Візничого. Інший варіант — зоря самостійно виробляє важкі елементи у своєму ядрі. Це могло статися, якщо вона знаходиться на асимптотичній гілці гігантів (AGB) — пізній стадії еволюції, коли в надрах відбувається активний синтез важких елементів.
2 Візничого набагато більша за Сонце: її вік оцінюється приблизно в 1,8 мільярда років, маса становить 2,86 маси Сонця, а радіус у 48 разів перевищує радіус Сонця. Вона випромінює в 599 разів більше енергії, ніж наше Сонце, а температура її поверхні становить 4115 К — це значно менше, ніж у Сонця (5778 К), тому зоря має характерний помаранчевий колір.